# JPスタンダード
JPスタンダード（ジェイピースタンダード）は、HFM(広島エフエム)で放送されている音楽情報番組。2003年10月スタート。JPはJ-POPを意味していて、毎回一人（組）のJ-POPアーティストを特集する。基本的には、そのアーティストの音楽を流し、アーティストへのインタビューという構成となっている。
これまで、数多くのアーティストが取り上げられた。坂本龍一へのインタビューも放送されたことがある。2005年3月までの日曜日放送の頃は、HFMで当時放送されていたMUSIC MANIA（後番組「キムラミチタのVibe ON! MUSIC」）にその週ゲスト出演したアーティストへのインタビューが殆どだった。初代ナビゲーターの清野茂樹は、この番組開始前の2003年9月30日まで「MUSIC MANIA」の月・火曜日を担当していた。

## 放送時間
2003年10月 - 2005年3月
- 毎週日曜日 21:30-21:55

2005年4月 - 2006年5月
- 毎週土曜日 19:30-19:55

2006年6月 
- 毎週土曜日 19:30-19:55
- 毎週日曜日 21:30-21:55（再放送）
  - かつての放送時間枠に再放送として戻ってきたが、1ヵ月後に再放送枠は別の番組に差し替えられた。

## ナビゲーター
- 初代：清野茂樹（2003年10月5日 - 2005年12月31日）

この番組以外では「GOOD MORNING」を担当していたが、2005年9月29日に終了。2005年12月末をもって退職した。
- 2代目：磯貝修也（2006年1月7日 - 2009年4月25日）

この番組以外では「サンフレッチェ・ラジオ・サポーターズクラブ “GOA〜L”」を担当していた（2009年3月まで）。
- 3代目：笹原綾乃（2009年5月2日 - 2013年3月30日）
- 4代目：近藤志保（2013年4月6日 - ）

※笹原綾乃アナウンサーの降板と近藤志保アナウンサーへの交代は2013年3月23日の放送の最後で笹原綾乃アナウンサーが伝えている。